# Ненашева, Зоя Сергеевна
Зоя Сергеевна Ненашева (род. 1946) — советский и российский историк-богемист. Кандидат исторических наук, доцент МГУ. Заслуженный преподаватель МГУ (2008).

## Биография
Работает на кафедре истории южных и западных славян исторического факультета МГУ с 1983 года. Заслуженный преподаватель Московского университета (2008).
Участник множества научных конференций. Опубликовала статьи в ряде сборников и журналов, при её участии вышло немало учебных и научных изданий и публикаций исторических источников. Член Российской ассоциации историков Первой мировой войны, участвует в работе российско-чешской комиссии историков и архивистов.
Внесла вклад в изучение таких проблем, как неославизм, политическая история чешских земель, чешская эмиграция в Россию в XIX веке, православие в чешских землях, Чехословацкий корпус в России и ряд других тем, касающихся истории российско-чешских связей.

### Монографии и учебные пособия
1. Актуальные проблемы славянской истории XIX и XX веков: К 60-летию проф. Моск. ун-та Геннадия Филипповича Матвеева: [Сб. ст.] / Отв. ред. З. С. Ненашева. — М.: Изд-во Мосгорархива, 2003. — 520 с. — 100 экз. — ISBN 5-7228-0118-6.
2. Вопросы историографии и истории зарубежных славянских народов: К 150-летию славяноведения в Моск. ун-те: [Сб. ст.] / Отв. ред. З. С. Ненашева. — М.: Изд-во МГУ, 1987. — 165 с. — (Славяноведение в МГУ). — 300 экз.
3. История южных и западных славян / Под ред. Г. Ф. Матвеева и З. С. Ненашевой. — МГУ, 1998. — Т. 1, 2. — ISBN 978-5-211-05386-1, 978-5-91561-015-5. (переиздания: 2001, ISBN 5-211-04320-0, 5-211-04319-7; 2006; 2008, ISBN 978-5-211-05386-1, 978-5-91561-015-5)
4. Общественно-политическая мысль в Чешских землях в конце XIX — начале XX века. — М.: Изд-во МГУ, 1994. — 151 с. — (История). — 500 экз. — ISBN 5-211-03161-X.
5. Развитие общественной мысли в странах Центральной и Юго-Восточной Европы: [Сб. ст.] / Отв. ред. З. С. Ненашева. — М.: Изд-во МГУ, 1991. — 183 с. — (Славяноведение в МГУ). — 500 экз. — ISBN 5-211-02454-0.
6. Ненашева З. С. и др. Историография истории южных и западных славян: Учеб. пособие для вузов по спец. «История». — М.: Изд-во МГУ, 1987. — 260 с. — 6030 экз.
7. Идейно-политическая борьба в Чехии и Словакии в начале XX в.: Чехи, словаки и неославизм, 1898–1914 / Отв. ред. В. А. Дьяков. — М.: Наука, 1984. — 240 с. — 1000 экз.
8. Славянские матицы, XIX в.: В 2 ч. / Отв. ред.: И. И. Лещиловская. — М.: ИСБ, 1996. — Т. 2. — 196 с. — (5-7576-0026-8). — 300 экз.

### Публикации в периодических изданиях
Статьи З. С. Ненашевой публиковались, среди прочего, в таких журналах, как «Новая и новейшая история» (2001, 2006), «Славяноведение» (1975, 2001, 2004) и «Славянский альманах» (1999) (два последних — издания Института славяноведения РАН). В последние годы публикуется также в научно-популярном журнале Правительства России и администрации Президента РФ «Родина», с 2005 года включённом в список ведущих рецензируемых журналов России.

## Интернет-публикации
- Ненашева З. С. Братья славяне // Родина. — 2006. — № 4.
- Ненашева З. С. Под лозунгом равенства. Расцвет и увядание неославизма // Родина. — 2001. — № 1-2.
- Чешская эмиграция на Восток перед Первой мировой войной и после Архивная копия от 4 марта 2016 на Wayback Machine // Радио Прага. — 10-01-2007 13:08
- Чехи надеялись сохранить свою культуру в России Архивная копия от 4 марта 2016 на Wayback Machine // Радио Прага. — 01-12-2006 15:38
- Ненашева З. С. Кафедра истории южных и западных славян. Исторический очерк. Архивная копия от 2 мая 2014 на Wayback Machine
- Историография истории южных и западных славян Архивная копия от 12 октября 2011 на Wayback Machine (см. введение, р. I, гл. 2, р. II, гл. II, р. IV, гл. III)
- История южных и западных славян. — Т. 1.